# Уборок (Сумская область)

Уборок (укр. Уборок) — село,
Чернацкий сельский совет,
Середино-Будский район,
Сумская область,
Украина.
Население по данным 1988 года составляло 20 человек.
Село ликвидировано в 1993 году .

## Географическое положение
Село Уборок находится между сёлами Лужки и Демченково (1 км).

## История
- 1993 — село ликвидировано [1].